# 亨贝格
亨贝格是德国莱茵兰-普法尔茨州的一个市镇。总面积4.86平方公里，总人口356人，其中男性179人，女性177人（2011年12月31日），人口密度73人/平方公里。